# Eleonora de Cisneros
 Eleonora de Cisneros  (31 de octubre de 1878 – 3 de febrero de 1934) fue una cantante de ópera estadounidense. Fue cantante en la compañía Metropolitan Opera y se convirtió en una de sus cantantes principales. Fue la primera cantante de ópera estadounidense contratada por la Metropolitan Opera. A principios del siglo 20 actuó en los principales teatros de ópera de Estados Unidos, Cuba, Europa, Australia, Nueva Zelanda, Sudamérica y Rusia.
Durante la Primera Guerra Mundial, Cisneros recorrió Estados Unidos cantando gratuitamente en obras de teatro para recaudar fondos para la Cruz Roja y comercializando Liberty bonds por valor de millones de dólares. Más tarde fue profesora de canto.

## Primeros años
Cisneros nació como Eleanor Broadfoot en Manhattan, ciudad de Nueva York, el 31 de octubre de 1878 (algunas fuentes dicen que el 1 de noviembre de 1878). Era hija única de John C. Broadfoot, un empleado de la ciudad de Nueva York, y Ellen (Small) Broadfoot. El padre de Cisneros era de ascendencia escocesa y su madre irlandesa. Cursó sus estudios primarios en el St. Agnes Seminary de Brooklyn. Recibió formación inicial de canto de los cantantes de ópera estadounidenses Adelina Murio-Celli d'Elpeux y Francesco Fanciulli y llegó a convertirse en vocalista de ópera mezzosoprano.

## Mediados de la vida

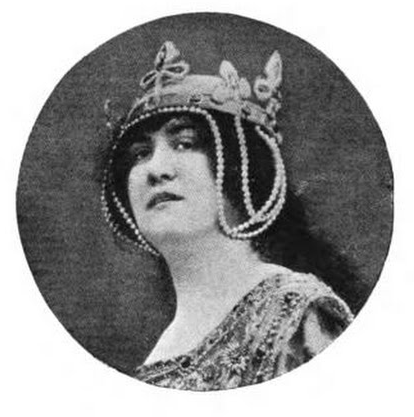
Eleonora de Cisneros, en una publicación de 1916.

El cantante de ópera Jean de Reszke presentó a Cisneros, conocida entonces como Eleanor Broadfoot, al director de la compañía Metropolitan Opera en 1899 y fue contratada. Cisneros fue la primera cantante de ópera estadounidense formada que la compañía Metropolitan Opera contrató. Antes, la empresa sólo contrataba a cantantes formados en Europa. Realizó su primera actuación con la compañía de la Metropolitan Opera de Chicago el 24 de noviembre de 1899. Su papel fue el de Rossweise en Die Walküre de Richard Wagner. Representó el mismo papel en Nueva York el 5 de enero de 1900 – siendo su debut en esa ciudad. Después de actuar en Nueva York, se fue a Filadelfia a toda prisa y ocupó el puesto de contralto, sin ensayar, en Il trovatore de Giuseppe Verdi en la Metropolitan Opera. El director de la empresa felicitó a Cisneros por el éxito de su actuación. Entre 1906 y 1911 se convirtió en su principal contralto.
Cisneros se casó en 1901 con el conde François de Cisneros, periodista cubano, convirtiéndose en la condesa Eleonora de Cisneros. Viajó a Turín, Italia, en 1902 para actuar. Los italianos no aceptaron a la "americana" Eleanor Broadfoot, de la Metropolitan Opera, a menos que pagara un canon. Hizo reimprimir sus tarjetas de visita con su nombre de casada, condesa Eleonora de Cisneros, y entonces fue bien recibida. Cisneros debutó en Turín como Amneris en la ópera de Giuseppe Verdi Aida. Cisneros debutó en 1906 en La Scala de Milán, Italia. En este teatro, ese mismo año, interpretó el papel de Candia della Leonessa en La figlia di Iorio de Alberto Franchetti. Ese mismo año también cantó en el teatro las primeras representaciones de La dama de picas de Piotr Ilich Chaikovski y Salome de Richard Strauss. También cantó en el mismo teatro la primera representación de Elektra de Strauss, representada en 1909.
Cisneros actuó en Australia, Europa, Cuba, Nueva Zelanda y Estados Unidos. Entre 1904 y 1906 actuó ocasionalmente en la Royal Opera House de Londres. Tras su gira europea inicial, Oscar Hammerstein la hizo regresar a Nueva York para actuar en la Manhattan Opera House, donde cantó durante dos temporadas, de 1906 a 1908, como cantante principal. Cisneros interpretó decenas de papeles de ópera en las ciudades italianas de Trieste, Ferrara, La Spezia, Milán, Módena y Turín. Cisneros cantó con su voz de mezzosoprano de ópera los papeles de Brünnhilde, Ortrud, Venus, Dalila y Amneris. La cantante de ópera australiana Nellie Melba declaró que Cisneros interpretaba la mejor Dalila del mundo. Melba hizo que Cisneros actuara en su propia compañía de ópera en 1911 realizando giras por Australia e Inglaterra, cantando diversos papeles de ópera. En los años siguientes, Cisneros actuó en el Teatro Nacional de São Carlos de Lisboa, Portugal; en el Teatro Municipal de Río de Janeiro, Brasil; en la Ópera Estatal de Viena de Viena; en el Teatro Bolshói Kámenny de San Petersburgo, Rusia; y en el Waldorf Theatre y Covent Garden de Londres, Inglaterra. En 1915 actuó en Cuba, Australia y Nueva Zelanda. Durante su estancia en Estados Unidos también actuó en numerosas ocasiones para la Chicago-Philadelphia Opera Company hasta 1916.

## Vida posterior

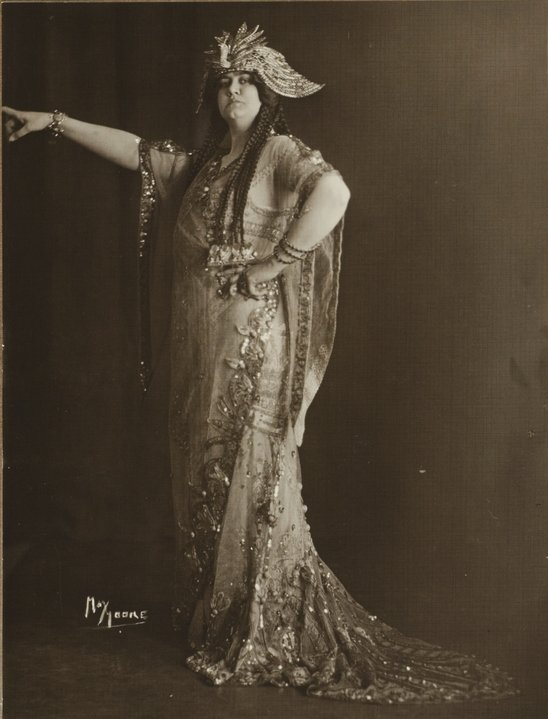
Eleonora de Cisneros, circa 1911

Fue presidenta del Artist and Musical Committee del New York Catholic War Fund's Women's Committee durante la Primera Guerra Mundial. Su carrera se vio perjudicada tras realizar giras cantando ópera en beneficio de los esfuerzos bélicos. En la década de 1920, Cisneros actuó principalmente en Europa. Cisneros actuó ocasionalmente en La Scala como Herodias en Salome a mediados de los años veinte. Durante su estancia en Europa vivió en París hasta 1929. Después fue profesora de canto en Nueva York hasta que se retiró.

## Muerte
Murió de un epitelioma en Manhattan, ciudad de Nueva York, el 3 de febrero de 1934. La iglesia católica romana de St. Paul the Apostle de la ciudad de Nueva York ofició sus funerales. Está enterrada en el Calvary Cemetery de Long Island City, Nueva York.

## Legado
Los oyentes de Cisneros recuerdan su amplio registro vocal y su voz de contralto de gran volumen. Cisneros tenía una presentación escénica de gran estatura física. Medía 1,90 m y presentaba un aspecto majestuoso de reina, ideal para sus actuaciones representando a héroes. Con su voz de mezzosoprano de ópera cantó papeles difíciles como los de Santuzza, Gioconda, Kundry, Carmen, Laura, Urbain y Azucena. Cisneros deletreó su nombre artístico "Eleonora" en lugar de "Eleanora".
A Cisneros se le atribuye la mayor promoción comercial de Liberty bonds durante la Primera Guerra Mundial - 30.000.000 de dólares. Participó gratuitamente en el "reparto de estrellas" de la famosa obra de guerra "Out There", que recorrió las principales ciudades de Estados Unidos recaudando fondos para la Cruz Roja durante la Primera Guerra Mundial.

## Grabaciones
Cisneros grabó varias canciones de ópera bajo los sellos Edison's Blue Amberol Records, Gramophone and Typewriter, Pathé Records, y American Columbia. Una de estas canciones es el poema de Thomas Dunn English Ben Bolt, grabado en un cilindro Edison Blue Amberol en 1912.